# De Agostini
De Agostini S.p.A. è una holding industriale e finanziaria a capitale familiare. Nato nel 1901 come editore di atlanti, il Gruppo De Agostini è oggi una realtà internazionale con un portafoglio diversificato tra editoria, media, università e formazione, gioco regolamentato, asset management e farmaceutica.

## Storia
Il geografo Giovanni De Agostini, fratello dell'esploratore salesiano Alberto Maria, fondò a Roma nel giugno del 1901 l'Istituto Geografico De Agostini quindi pubblicò l'«Atlante scolastico moderno»; quello stesso anno fu inaugurato nei pressi della fontana di Trevi il primo negozio De Agostini. Nel 1904 avviò la pubblicazione del Calendario Atlante De Agostini, un volumetto con notizie geografiche abbinate al calendario annuale, che riscosse grande successo. Nel 1906 venne pubblicata la carta geografica dell'Italia in scala 1:250.000 per il Touring Club Italiano, la più grande mai realizzata fino ad allora. Nel 1908 la sede dell'Istituto, sita a Roma in via Novara, fu trasferita in viale Roma a Novara, dove De Agostini (che era originario della vicina Pollone) aveva buoni rapporti con gli industriali locali. L'editore poté inoltre giovarsi dei migliori collegamenti con la Germania (nel 1906 era stato inaugurato il traforo del Sempione), dalla quale arrivava la strumentazione necessaria alla produzione.
Nel dicembre 1919 l'azienda venne rilevata da Marco Adolfo Boroli e Cesare Angelo Rossi. Intanto, nel marzo del 1919, era entrato nell'Istituto il geografo e cartografo Luigi Visintin, che sostituì nella direzione Giovanni De Agostini e, dal 1920 al 1958, fu il direttore scientifico, autore di numerose opere fra cui, con Mario Baratta, del primo atlante mondiale italiano, il Grande Atlante Geografico, la cui prima edizione risale al 1922. Nel 1946 l'Istituto viene interamente rilevato dalla famiglia Boroli. Nella prima metà degli anni sessanta la sede degli uffici e delle officine grafiche venne spostata a Veveri in un edificio progettato da Ettore Bollettino e Arialdo Daverio; più tardi, nella seconda metà degli anni settanta, fu costruita una seconda sede con uffici e magazzino automatizzato a Vignale.
Nel 1997 i soci affidano la guida della società a Marco Drago, che nel decennio precedente aveva contribuito fortemente allo sviluppo del gruppo. Nello stesso anno De Agostini, con altri investitori, partecipa alla privatizzazione di Seat Pagine Gialle; l'operazione, conclusa nel 2000, ha permesso al gruppo di avviare con il partner una collaborazione strategica sviluppando iniziative come il portale Virgilio, da cui sarebbe uscita alcuni anni dopo con una grossa plusvalenza.
Nel 2007 venne costituita la Fondazione De Agostini, con la quale il gruppo fornisce sostegno a persone con disabilità, con situazioni di fragilità o emarginazione. 

Nel dicembre 2012 Marilena Ferrari acquista la sezione Opere di Pregio.

Nel 2022 Marco Drago lascia dopo 25 anni la presidenza della holding a Lorenzo Pellicioli. Nello stesso anno viene finalizzata la joint venture paritetica tra De Agostini Libri e Mondadori Libri.

## Gruppo De Agostini
Il portafoglio del Gruppo De Agostini è costituito da partecipazioni nelle seguenti società:
- De Agostini Editore, che raggruppa le iniziative editoriali storiche del Gruppo. La società comprende: De Agostini Collectibles, che vende prodotti collezionabili (collezioni, modelli in scala da montare e prodotti soft-educational per bambini) in abbonamento e in edicola; De Agostini Libri, casa editrice che pubblica in Italia libri per bambini e ragazzi, saggistica, varia, dizionari e atlanti geografici, gestita in joint venture con Mondadori; Kids Content, divisione attiva nella produzione di contenuti audiovisivi dedicati a bambini e ragazzi (tramite KidsMe), e nel broadcasting (con i canali DeA Kids e DeA Junior sulla piattaforma SKY).
- Planeta Formación y Universidades, in joint venture con Grupo Planeta. È un network internazionale di università e istituti di formazione superiore leader in Spagna e America Latina, presente in vari Paesi europei e in Nord Africa.
- DeA Capital, piattaforma indipendente di Alternative Asset Management, con un’ampia gamma di prodotti in diversi segmenti: Real Estate (in Italia e in Europa), Private Equity (diretti e indiretti), investimenti dedicati alle special situations.
- Brightstar Lottery, attiva nel settore delle lotterie, fornitore di sistemi e tecnologie per i canali retail e digitale e i segmenti regolamentati, provider di servizi per le lotterie istantanee e sviluppatore di giochi. In Italia è concessionaria del Gioco del Lotto, del Gratta e Vinci e della Lotteria Italia.
- IGT, piattaforma globale che offre soluzioni per i giochi, tecnologia digitale e finanziaria. Con sede a Las Vegas, IGT è organizzata in tre aree di business: Giochi, Digital e FinTech per offrire ai propri clienti macchine da gioco, contenuti e sistemi di gioco, iGaming, scommesse sportive, soluzioni di fidelizzazione e coinvolgimento dei giocatori, a cui propone esperienze integrate in ambienti fisici e digitali.
- Banijay Group, produttore mondiale indipendente di contenuti per la televisione e le piattaforme di streaming.
- Atresmedia, in joint venture con Grupo Planeta. Gruppo che opera nelle attività di broadcasting in tutti i settori: dalla televisione (Antena 3, La Sexta, Neox) alla radio (Onda Cero, Europa FM, Melodia FM), dal cinema a internet. Il Gruppo Atresmedia è attivo anche nella raccolta pubblicitaria e nella produzione di contenuti audiovisivi e cinematografici.
- Content Group è un CDMO (Contract Development and Manufacturing Organization) farmaceutico italiano, nello sviluppo e nella produzione conto terzi di dispositivi medici e prodotti farmaceutici nei segmenti oftalmico e inalatorio. Il gruppo è formato da due entità: COC Farmaceutici, azienda produttrice di dispositivi medici, e Tubilux Pharma, società di sviluppo e produzione di prodotti farmaceutici.
- Venchi, azienda piemontese nata nel 1878, specializzata nella produzione e nella commercializzazione a livello internazionale di cioccolato e gelato di alta qualità. I prodotti vengono distribuiti tramite la rete di negozi, l’ingrosso e via e-commerce.

## Fondazione De Agostini
La Fondazione De Agostini nasce nel marzo del 2007 a Novara per desiderio delle famiglie Boroli e Drago di restituire alla collettività parte del valore aggiunto generato dalle attività imprenditoriali del Gruppo De Agostini. La Fondazione è attiva in quattro ambiti principali: disabilità, educazione e formazione, inclusione sociale, emergenze. Fedele ai propri valori, la Fondazione ascolta, si prende cura delle persone, costruisce reti per generare cambiamento, con responsabilità e con lo sguardo rivolto al futuro.

## Calendario Atlante De Agostini
- Calendario Atlante De Agostini: venne edito per la prima volta nel 1904 in poche pagine. Fu successivamente molto ampliato acquistando grandissima importanza in Italia ed all'estero, tanto da essere tradotto in numerose lingue. Decisivo fu a questo proposito l'intervento del geografo professor dottor Luigi Visintin, direttore scientifico dell'Istituto Geografico De Agostini, che lo rinnovò e trasformò completamente aggiungendo fra l'altro le sezioni economiche[7]. Egli ne fu il redattore dal 1919 al 1958. Oltre alle statistiche generali del mondo e della produzione, ad un sommario degli organismi internazionali e degli avvenimenti storici essenziali dell'anno di pubblicazione, il Calendario dedica ad ogni stato del mondo una sezione, più o meno ampia a seconda dell'importanza dello stato stesso. Per ciascuno viene fornita innanzitutto una scheda base dove sono indicate le notizie essenziali: la capitale, le dimensioni, l'unità monetaria; vengono poi approfonditi tutti gli aspetti economico-sociali e i contesti storico-geografici in cui lo stato si trova ad operare. La parte conclusiva del Calendario contiene un atlante mondiale con i toponimi più importanti e le bandiere dei singoli stati.

### Kids Content
Kids Content è la divisione attiva nella produzione di contenuti audiovisivi dedicati a bambini e ragazzi (tramite KidsMe), e nelle trasmissioni televisive (con i canali DeA Kids e DeA Junior sulla piattaforma SKY).

#### Attivi
| Logo        | Nome             | Inizio trasmissioni | Sky             | Sky    |
| Logo        | Nome             | Inizio trasmissioni | Numerazione LCN | Sky Go |
| ----------- | ---------------- | ------------------- | --------------- | ------ |
|             | DeA Kids         | 1º ottobre 2008     | 601             | Si     |
| DeA Kids +1 | 10 novembre 2008 | 602                 | No              |        |
|             | DeA Junior       | 18 marzo 2012       | 623             | Si     |

#### Chiusi
| Logo | Nome          | Inizio trasmissioni | Fine trasmissioni |
| ---- | ------------- | ------------------- | ----------------- |
|      | DeA Sapere HD | 15 settembre 2012   | 1º dicembre 2014  |
|      | Explora HD    | 1º dicembre 2014    | 15 novembre 2016  |
|      | Alpha         | 1º ottobre 2017     | 21 dicembre 2019  |

Fino al 18 ottobre 2019, il gruppo comprendeva anche Super!, poi acquisito da ViacomCBS Networks Italia (oggi Paramount Global Italy).